# Eduard Ioganson
Eduard Julevitj Ioganson (ryska: Эдуард Юльевич Иогансон), född 30 december 1894 i Sankt Petersburg i Kejsardömet Ryssland, död 1942 i Leningrad i Ryska SFSR, var en sovjetisk filmregissör, skådespelare och manusförfattare. 
Från 1924 till 1939 regisserade Ioganson tretton filmer, även dokumentärer. De två första tillsammans med Fridrich Ermler. Ritade även kostymer till filmproduktioner. Född vid Första linjen på Vasilijön i Sankt Petersburg, dog Ioganson i staden under Leningrads belägring 1942. 

## Filmografi (urval)

### Regi
- 1926 – Katka - bumazjnyj ranet [1][2]

### Roller
- Dekabristy